# Fältpolisskolan
Fältpolisskolan var ett svenskt skolförband inom Försvarsmakten som verkade i olika former mellan åren 1941 och 1975. Förbandet var förlagt till flertal platser i Sverige och utbildade soldater i fältpolistjänst. Soldaterna bildade krigsförbandet fältpoliskåren.

## Historik
Skolan bildades officiellt 1955 vid Svea livgarde (I 1) i Ulriksdal. Fältpoliser hade emellertid utbildats sedan 1941 i samband med att dåvarande Krigsmakten tog fram ett fältpolisreglemente. Det första fältpoliskompaniet bestod av tidigare poliser som fått en militär grundutbildning. Utbildningen av fältpoliserna skedde under krigsåren på hemlig plats.
Efter kriget lokaliserades fältpolisutbildningen till Svea livgarde (I 1), Livgardets dragoner (K 1) och Livregementets husarer (K 3). Utbildningen kom dock med tiden att centraliseras till Svea livgarde.
Året 1955 bröts utbildningen ut ur Svea livgarde genom att Fältpolisskolan bildades som egen enhet. Utbildningen bedrevs i Ulriksdal fram till 1960. Redan 1956 inleddes omlokaliseringen till Livregementets husarer i Skövde, där den kom att verka med ett kompanis storlek fram till 1975. Livgardets dragoner hade i samband med försvarsbeslutet 1948 reducerats från regemente till skvadron. När förbandet åter fick regementsstatus i samband med OLLI-reformen 1975 övertog Livgardets dragoner huvudansvaret för utbildningen. År 1964 fick namnet en internationell anpassning, från fältpolis till militärpolis. Skolan kom då att bli en del av Livgardets dragoner.
Utbildningen kom sedan att bedrivas vid Livgardets dragoner fram till år 2000, då regementet avvecklades i samband med försvarsbeslutet 2000. Livgardet som bildades i samband med samma försvarsbeslut övertog utbildningen och är numer Försvarsmaktens utbildningsförband för militärpoliser.

## Verksamhet
Skolan hade till uppgift att utbilda fältpoliser för att hantera ordning och säkerhet inom Krigsmakten. Under 1980-talet delades utbildningen i två delar, där MP-kompanier stod för ordningstjänst och MP-skvadroner stod för säkerhetstjänst. Som mest utbildades runt 300 fältpoliser/militärpoliser årligen.

## Namn, beteckning och förläggningsort
| Fältpolisskolan | 1955-??-?? | – | 1975-06-30 |

| ??? | 1868-07-04 | – | 1975-06-30 |

| Stockholms garnison (F) | 1955-??-?? | – | 1956-??-?? |
| Skövde garnison (F)     | 1956-??-?? | – | 1975-??-?? |
| Stockholms garnison (F) | 1975-??-?? | – | 1975-06-30 |

## Framstående personer vid skolan
- Alf Lannerbäck